# Viscount Gage

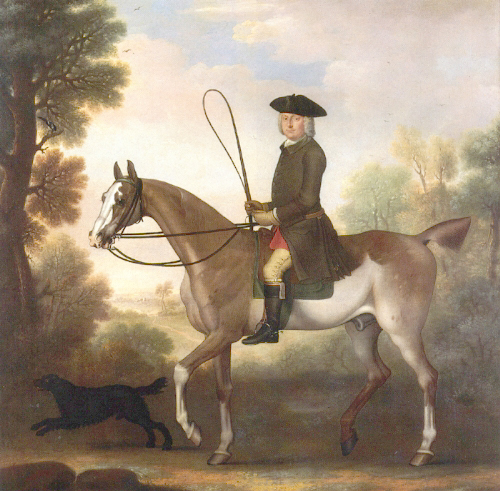
Thomas Gage, 1. Viscount Gage

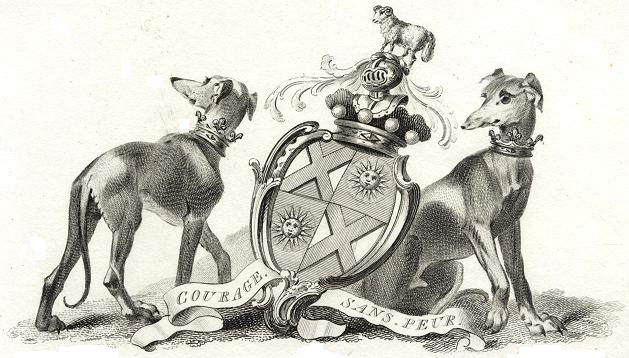
Wappen der Viscounts Gage

Viscount Gage, of Castle Island in the County of Kerry of the Kingdom of Ireland, ist ein erblicher britischer Adelstitel in der Peerage of Ireland. 
Familiensitz der Viscounts ist Firle Place in Firle bei Lewes in East Sussex.

## Verleihung und nachgeordnete Titel
Der Titel wurde am 14. September 1720 für Thomas Gage, geschaffen. Dieser war ein wichtiger Unterstützer der Briten im Rahmen der Befriedung Irlands. Zusammen mit der Viscountwürde wurde ihm der Titel nachgeordnete Titel eines Baron Gage, of Castlebar in the County of Mayo, verliehen. Durch die Titel wurde er Mitglied des irischen, aber nicht des britischen House of Lords, daher konnte er parallel als Abgeordneter ins britische House of Commons gewählt werden, dem er von 1721 bis 1754 ebenfalls angehörte. 1744 erbte er von einem Cousin auch den Titel 8. Baronet, of Firle Place in the County of Sussex, der am 26. März 1622 in der Baronetage of England einem seiner Vorfahren verliehen worden war.
Sein Sohn, der 2. Viscount, wurde am 17. Oktober 1780 zum Baron Gage, of Firle in the County of Sussex, erhoben. Dieser Titel gehörte zur Peerage of Great Britain und war daher mit einem Sitz im britischen House of Lords verbunden. Da der 2. Viscount kinderlos blieb, war absehbar, dass dieser Titel bei seinem Tod erlöschen würde. Daher wurde ihm am 1. November 1790 in der Peerage of Great Britain auch der Titel Baron Gage, of High Meadow in the County of Gloucester, verliehen, und zwar mit dem besonderen Zusatz, dass dieser in Ermangelung eigener Nachkommen auch an seinen Neffen und Generalerben Henry Gage und dessen männliche Nachkommen vererbbar sei. So erlosch die Baronie von 1780 bei seinem Tod am 11. Oktober 1791 und die übrigen Titel fielen an den vorgenannten Neffen als 3. Viscount.

## Liste der Gage Baronets und Viscounts Gage

### Gage Baronets, of Firle Place (1622)
- Sir John Gage, 1. Baronet († 1633)
- Sir Thomas Gage, 2. Baronet († 1654)
- Sir Thomas Gage, 3. Baronet († 1660)
- Sir John Gage, 4. Baronet (um 1642–1699)
- Sir John Gage, 5. Baronet (um 1691–1700)
- Sir Thomas Gage, 6. Baronet (um 1694–1713)
- Sir William Gage, 7. Baronet (1695–1744)
- Sir Thomas Gage, 8. Baronet († 1754) (1720 zum Viscount Gage erhoben)

### Viscounts Gage (1720)
- Thomas Gage, 1. Viscount Gage († 1754)
- William Gage, 2. Viscount Gage (1718–1791)
- Henry Gage, 3. Viscount Gage (1761–1808)
- Henry Hall, 4. Viscount Gage (1791–1877)
- Henry Charles Gage, 5. Viscount Gage (1854–1912)
- Henry Rainald Gage, 6. Viscount Gage (1895–1982)
- George John St Clere Gage, 7. Viscount Gage (1932–1993)
- (Henry) Nicolas Gage, 8. Viscount Gage (* 1934)

Titelerbe (Heir apparent) ist der Sohn des jetzigen Viscounts, Hon. Henry William Gage (* 1975).